# Éric Ier de Saxe-Lauenbourg
Pour les articles homonymes, voir Éric Ier.
Éric Ier est un prince de la maison d'Ascanie né vers 1280 et mort en 1359.

## Biographie
Éric Ier est le troisième fils du duc Jean Ier de Saxe-Lauenbourg et de son épouse Ingeburg Birgersdottir. Son père, qui règne sur le duché de Saxe aux côtés de son frère Albert II, abdique en 1282 en faveur de ses trois fils, encore mineurs à cette date : Éric Ier et ses frères aînés Albert III et Jean II.
Le duché de Saxe est définitivement partagé en 1296 entre les quatre princes : Albert II conserve la Saxe-Wittemberg, tandis que ses trois neveux règnent ensemble sur la Saxe-Lauenbourg. Ils procèdent à leur tour à un partage en 1303. Éric Ier obtient Bergedorf et Lauenbourg. Après la mort d'Albert III, en 1308, il récupère Ratzebourg, puis cède Bergedorf à Jean II en 1321. Il fonde ainsi la lignée de Ratzebourg-Lauenbourg, qui réunifie la Saxe-Lauenbourg en 1401 après l'extinction de la lignée de Bergedorf-Mölln issue de Jean II.
Éric Ier abdique en 1338 au profit de son fils Éric II. Il meurt en 1360.

## Mariages et descendance
Éric Ier épouse en 1316 la princesse Élisabeth (morte en 1349), fille du duc Bogusław IV de Poméranie. Ils ont plusieurs enfants :
- Éric II (mort en 1368), duc de Saxe-Lauenbourg ;
- Jean (de) (mort en 1364), évêque de Cammin ;
- Hélène, épouse en 1338 le comte Jean II de Hoya.